# 薬師池公園
薬師池公園（やくしいけこうえん）は、東京都町田市野津田町の暖沢（ぬくざわ）地域にある町田市立の都市公園（特殊公園）。新東京百景、日本の歴史公園100選に選定、東京都指定名勝に指定されている。公園の中央部より東側に薬師池がある。

## 地理
公園は町田市のほぼ中央に位置し、東側が南北に東京都道18号府中町田線（鎌倉街道）と面している。そこは、野津田町の南東の端にあたり、本町田、山崎町、金井町、薬師台との町境が入り組む場所である。
公園のある場所は多摩丘陵の南部で起伏が非常に激しく、公園付近は谷戸（暖沢谷戸）となり、東側・南側・西側は丘陵地の急な斜面で、北側は鶴見川に向けて緩やかな下りとある。
南側から西側を回り北西側にかけての丘陵地は、公園の西にある七国山や南にある本町田の丘陵地と尾根で繋がっており、本町田丸山緑地・七国山緑地・民権の森緑地とあわせて緑濃い里山を形成している。
鎌倉街道を挟み東側に町田リス園が、南側に町田えびね苑（本町田丸山緑地）、UR藤の台団地が存在する。

## 沿革
- 1590年（天正18年） - 福王寺溜池（現在の薬師池の原形）が完成。
- 1961年（昭和36年）10月5日 - 町田市が薬師池公園などを都市計画公園に決定。
- 1974年（昭和49年）
  - 3月 - 旧荻野家住宅が薬師池公園に移築。
  - 8月1日 - 旧荻野家住宅が東京都指定有形文化財に指定。
- 1975年（昭和50年）
  - 3月 - 旧永井家住宅を薬師池公園に移築[2]。
  - 5月3日 - 旧荻野家住宅脇にやくし茶屋がオープン[3]。
- 1976年（昭和51年）4月1日 - 薬師池公園が開園。
- 1978年（昭和53年）1月21日 - 旧永井家住宅が国の重要文化財に指定[4]。
- 1982年（昭和57年）
  - 1月20日 - やくし売店がオープン。やくし茶屋が現在地に移設オープン[5]。
  - 10月1日 - 新東京百景に選定[6]。
- 1989年（平成元年）11月18日 - 椿園がオープン[7]。
- 1998年（平成10年）3月13日 - 東京都指定名勝に指定。
- 1999年（平成11年）10月27日 - 町田市フォトサロンがオープン[8]。
- 2007年（平成19年）2月5日 - 日本の歴史公園100選に選定。
- 2015年（平成27年）11月3日 - 薬師池の水質改善工事に伴い、掻い掘りを実施。
- 2016年（平成28年）3月 - 2015年秋から実施していた薬師池の水質改善工事が終了。
- 2020年（令和2年）
  - 4月17日 - 公園隣接地に「町田薬師池公園四季彩の杜西園」が開園。
  - 6月8日 - 公園隣接地に観光施設「町田薬師池公園四季彩の杜ウェルカムゲート」が全面オープン。

## 主な施設

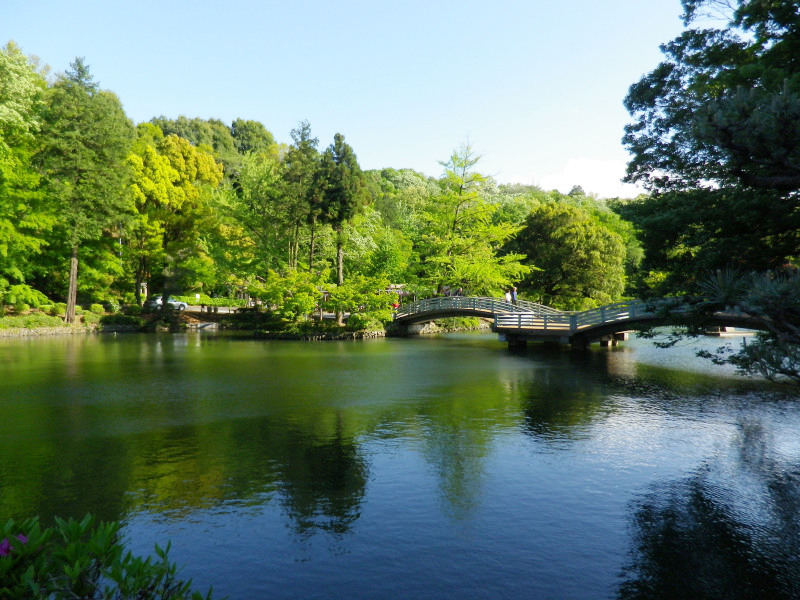
薬師池（旧福王寺溜池）
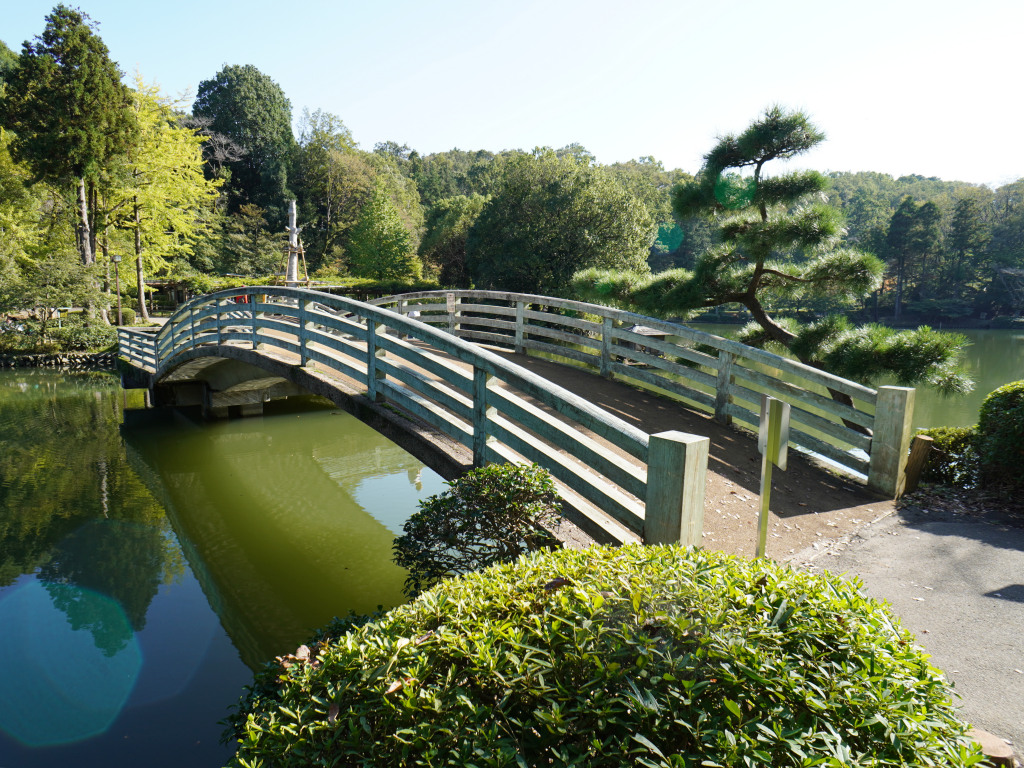
たいこ橋
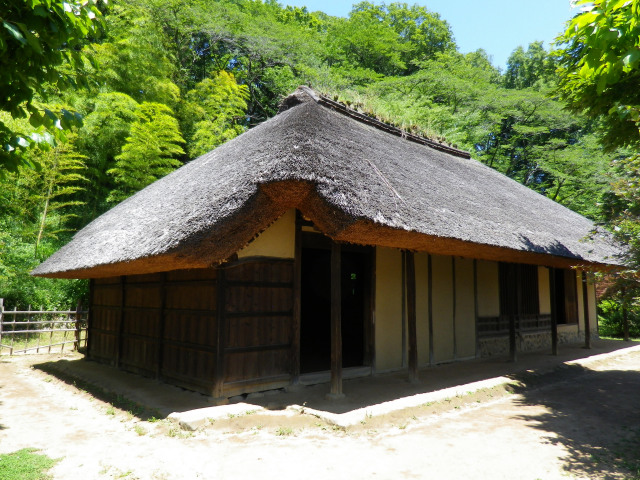
旧永井家住宅（国の重要文化財）
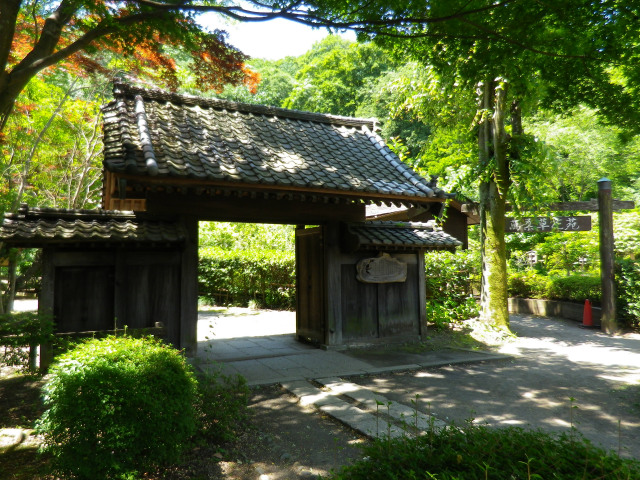
萬葉草花苑・薬医門

- 旧荻野家住宅（東京都指定有形文化財）
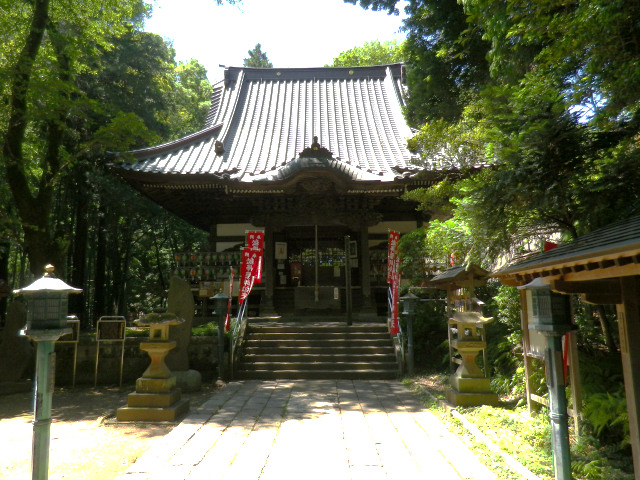
福王寺薬師堂（野津田薬師堂）
- 町田市フォトサロン
- 水車小屋
- 撥ね釣瓶井戸（はねつるべいど）
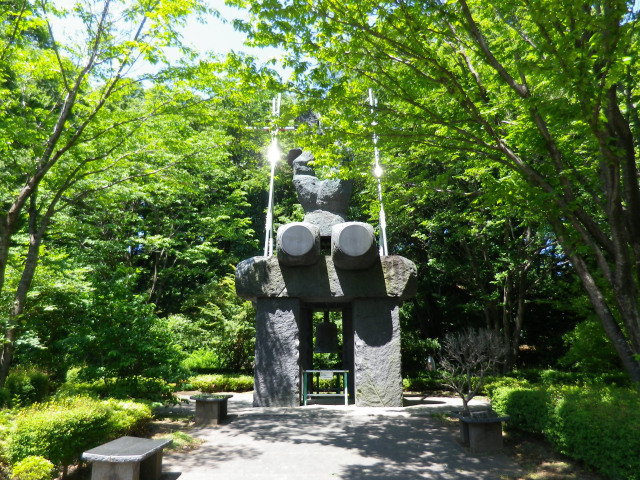
自由民権の像
- 東京都水道局野津田浄水所

- 蓮見橋
- 大賀ハス田
- アジサイ園
- 花菖蒲田
- 萬葉草花苑
- 薬医門
- 梅林
- 椿園
- 藤棚
- 芝生広場

 公園内の商業施設 
- やくし茶屋
- やくし売店

- 薬師池（旧福王寺溜池）
- たいこ橋
- 旧永井家住宅
- 萬葉草花苑・薬医門
- 福王寺薬師堂（野津田薬師堂）
- 自由民権の像

## 公園で見られる主な花
| ウメ         | 白、紅（野梅性、紅梅性、豊後性）                                 | 2月下旬～3月下旬 |
| サクラ       | ソメイヨシノ、シダレザクラ、ヤマザクラ、サトザクラ、ヒカンザクラ | 4月上旬～4月下旬 |
| フジ         | ダルマフジ（ヤマフジ）                                           | 4月下旬～5月上旬 |
| ツツジ       | サツキ、他                                                       | 4月下旬～6月上旬 |
| ハナショウブ | 肥後系、伊勢系、江戸系、他                                       | 5月下旬～6月下旬 |
| アジサイ     | 各種                                                             | 6月              |
| ハス         | 大賀ハス                                                         | 7月下旬～8月     |
| ツバキ       | 各種                                                             | 3月～5月         |

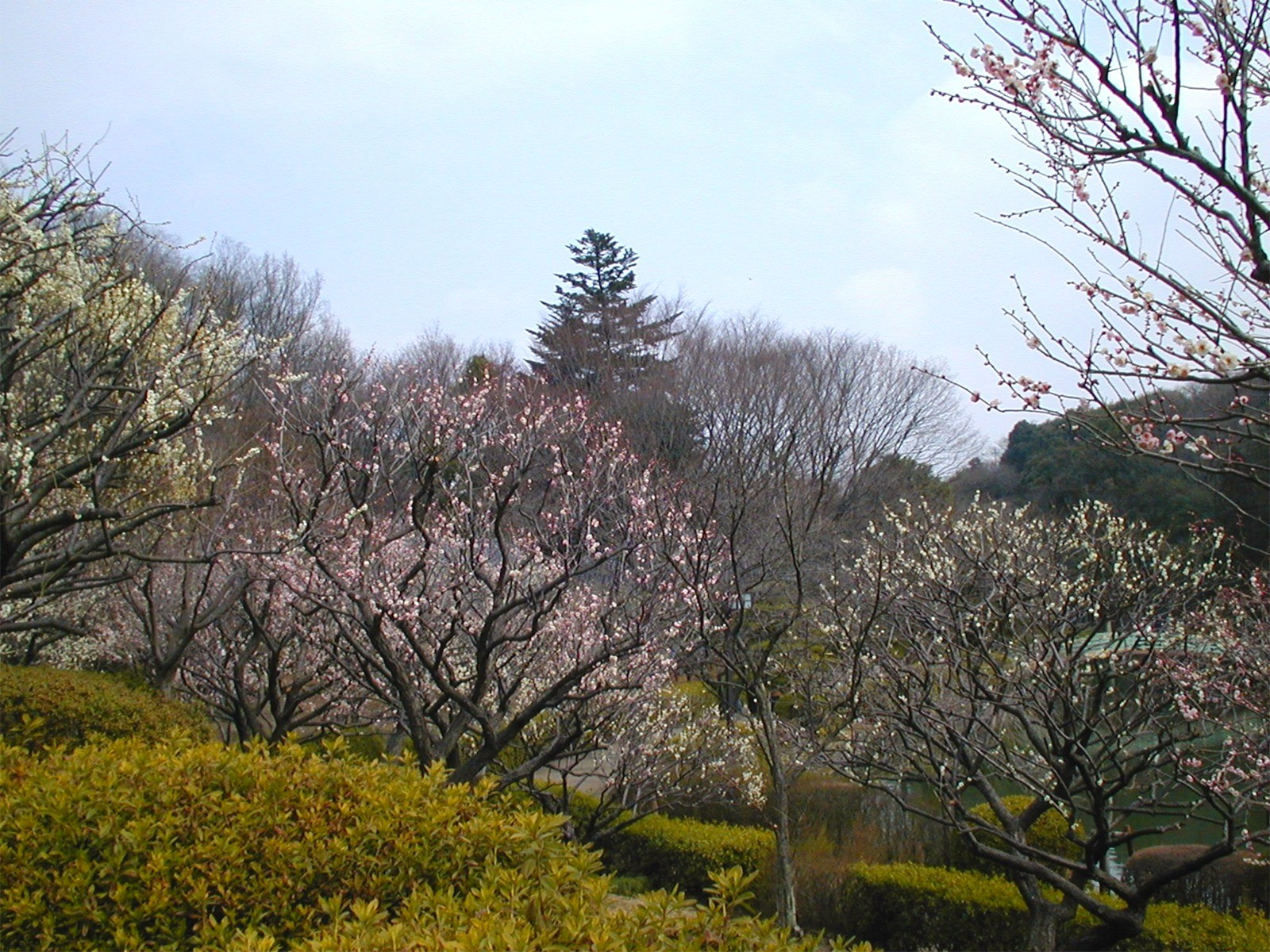
ウメ
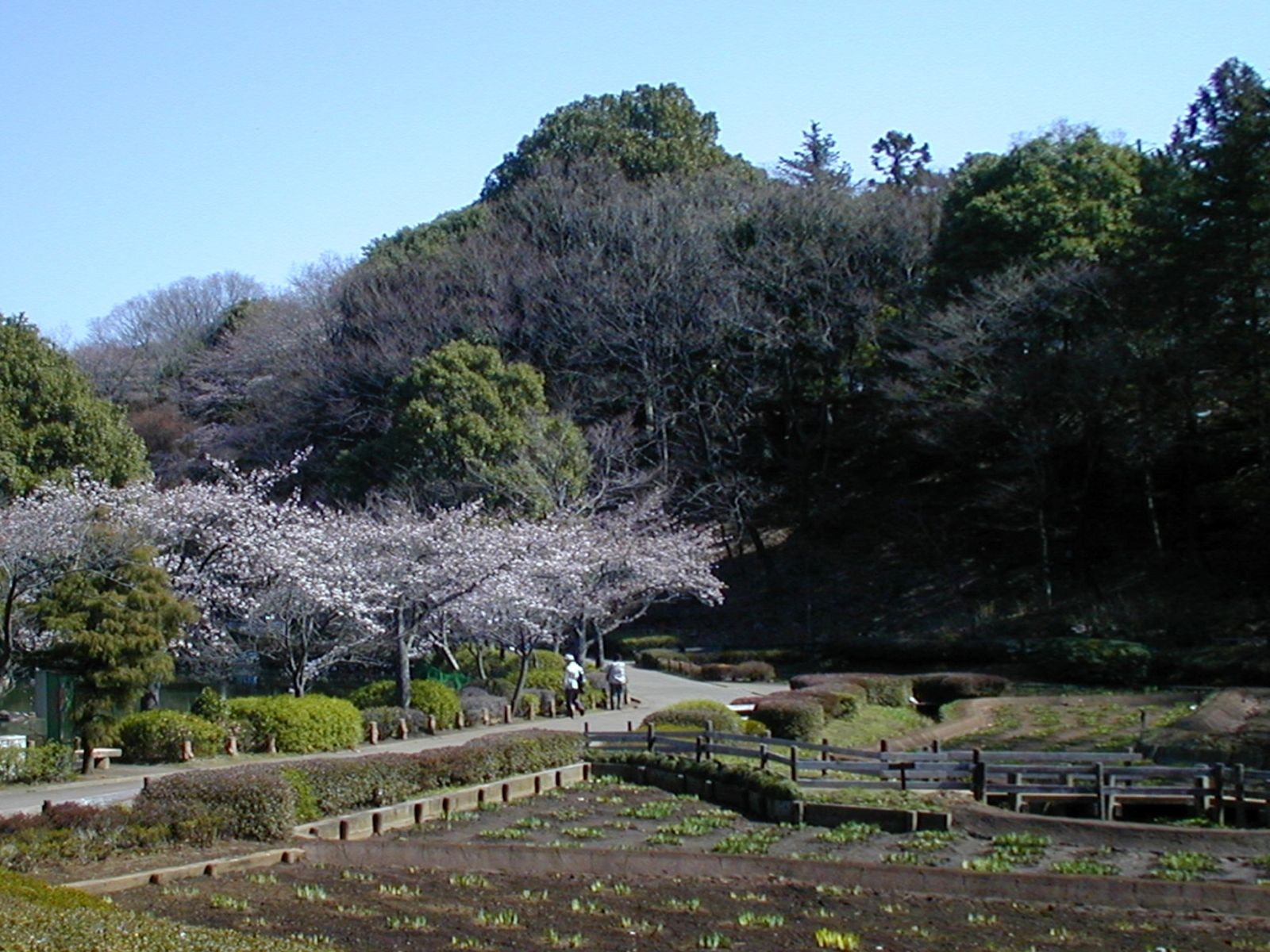
サクラ
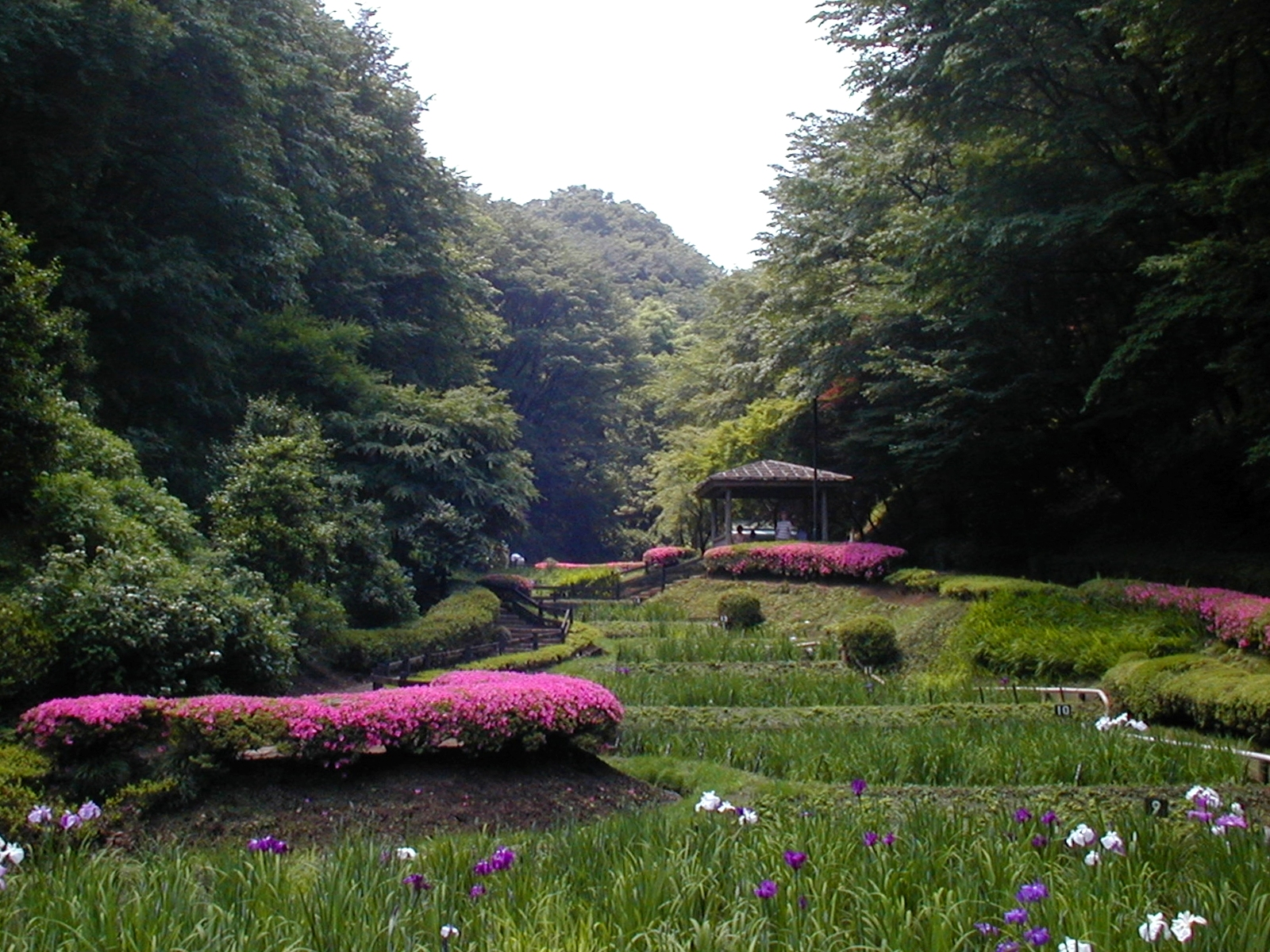
ツツジ
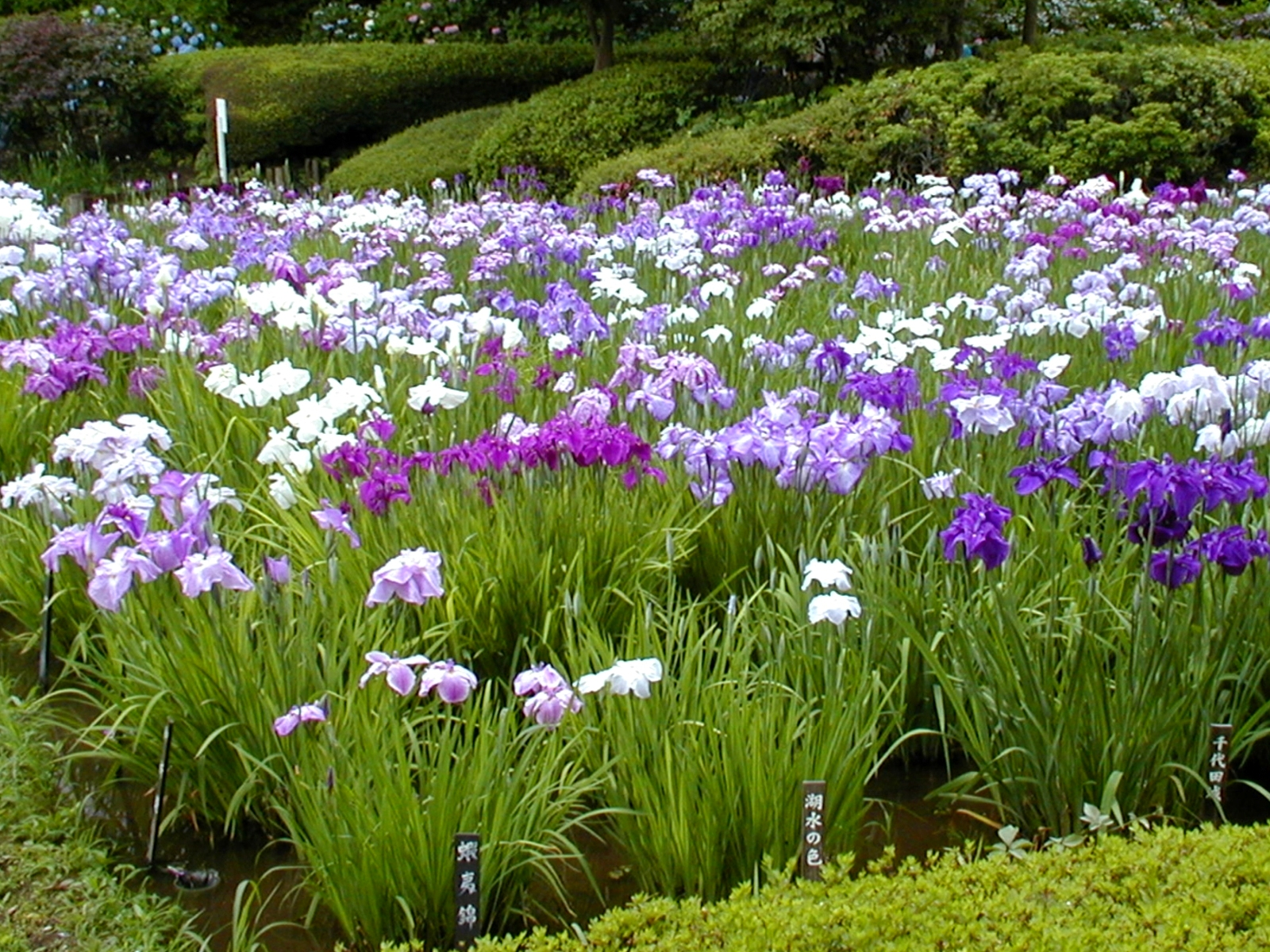
ハナショウブ
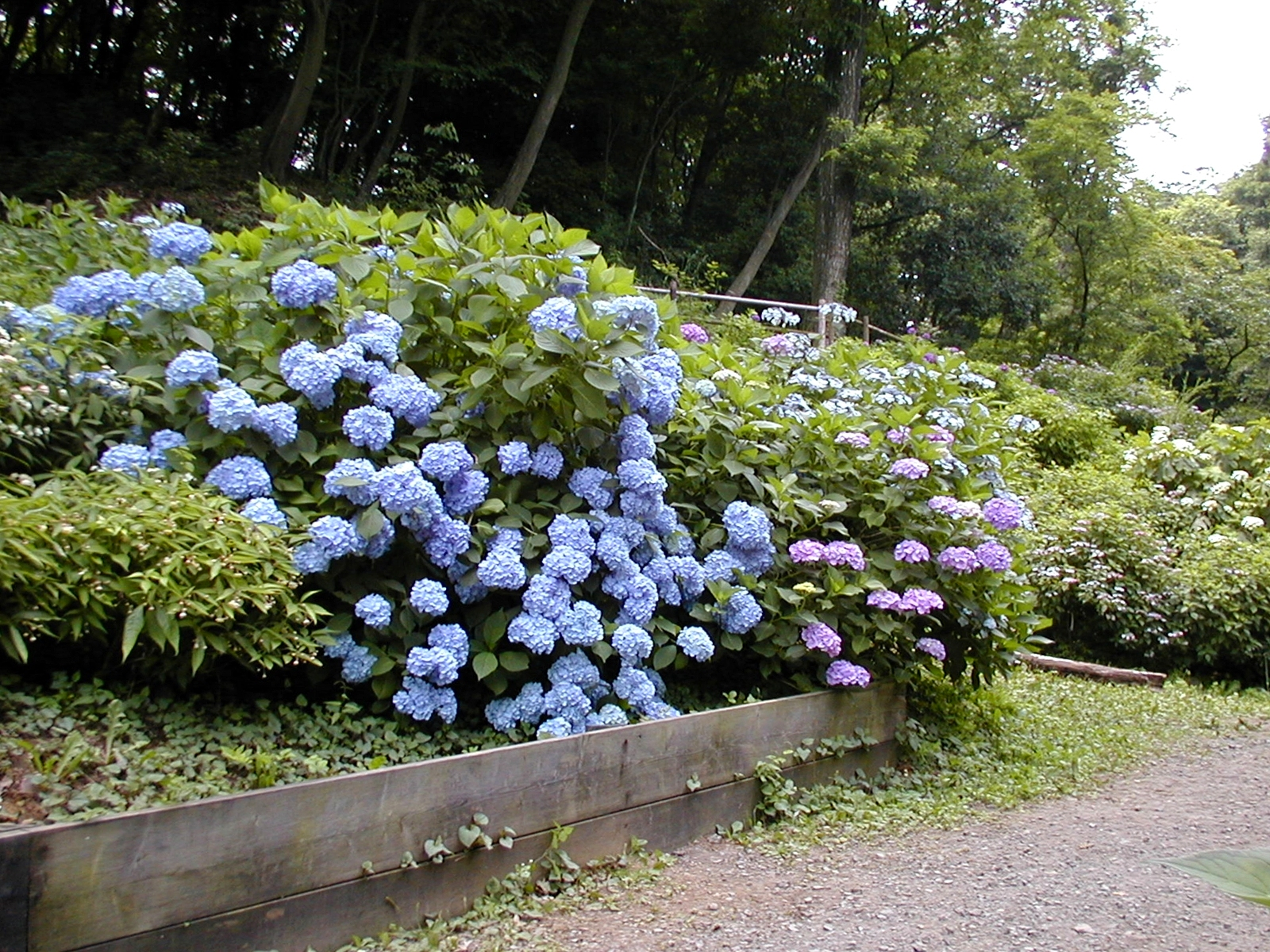
アジサイ
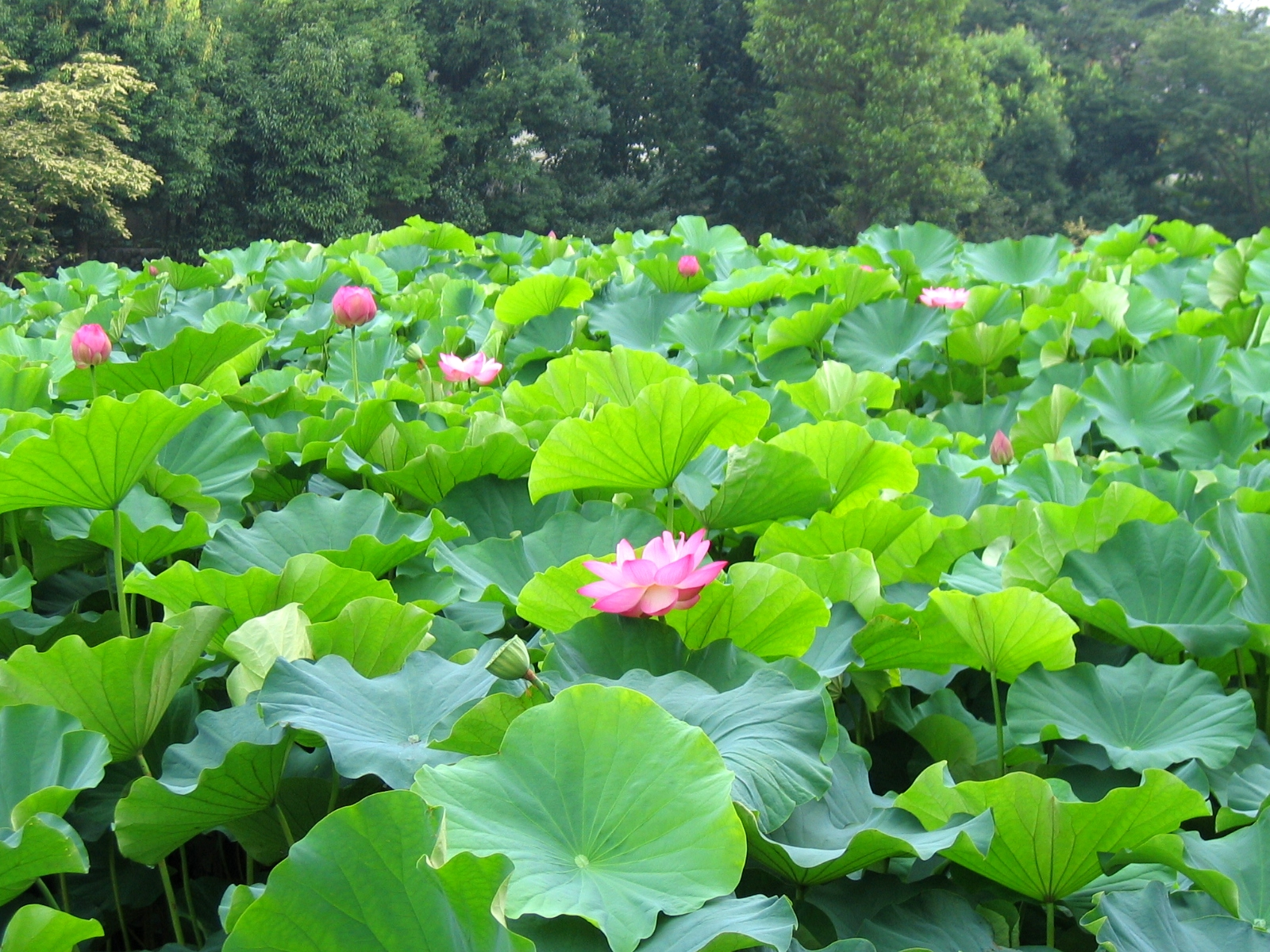
ハス

## 交通
小田急小田原線・JR横浜線 町田駅から
- 町田駅（小田急線東口POPビル前）21番乗り場から、[町55]本町田経由野津田車庫行、[町53]本町田経由鶴川駅行に乗車、薬師池もしくは薬師ヶ丘下車。
  - 両路線あわせて頻発。
- 町田バスセンター6番乗り場から、[町37]市民病院前経由やくし台センター行きに乗車、終点やくし台センター下車。
  - 毎時1〜2本運行。

小田急小田原線 鶴川駅から
- 鶴川駅6番乗り場から、[町53]本町田経由町田駅行に乗車、薬師ヶ丘もしくは薬師池下車。
  - 毎時1本運行。
- 鶴川駅1番乗り場から、[鶴57]榛名坂ヒルズ経由やくし台センター行に乗車、終点やくし台センター下車。
  - 毎時3〜4本運行。

自家用車の場合
公園周辺に薬師池公園来訪者用駐車場が複数存在するが、休日は家族連れなどで激しく混雑し満車が常態化しているほか、交通量の多い鎌倉街道は休日この付近で慢性的な渋滞が発生しているため注意が必要。

## デザインナンバープレート
町田市が交付している原動機付自転車用ナンバープレートにおいて、2013年9月2日からデザインナンバープレートの交付が開始され、薬師池公園をテーマに据えに、ランドマークである薬師池と池に掛かるたいこ橋、ツバキの花と市の鳥であるカワセミがデザインされている。